# Баровил
Баровил (фр. Baroville) насеље је и општина у североисточној Француској у региону Шампањ-Арден, у департману Об која припада префектури Бар сир Об.
По подацима из 2011. године у општини је живело 336 становника, а густина насељености је износила 19,4 становника/km². Општина се простире на површини од 17,32 km². Налази се на средњој надморској висини од 219 метара.

## Демографија
| 1962. | 1968. | 1975. | 1982. | 1990. | 1999. | 2011. |
| ----- | ----- | ----- | ----- | ----- | ----- | ----- |
| 358   | 367   | 333   | 350   | 333   | 329   | 336   |

График промене броја становника у току последњих година